# Federico Orlando
Federico Orlando (San Martino in Pensilis, 13 ottobre 1928 – Roma, 8 agosto 2014) è stato un giornalista e politico italiano.

## Biografia

Federico Orlando (il primo da sinistra, con la giacca marrone), durante la puntata di Milano, Italia dell'11 gennaio 1994, condotta da Enrico Deaglio, in piedi

Figlio di Eduardo Orlando, primogenito del pittore Federico Orlando (artista). 
Laureato in Giurisprudenza, si trasferisce dal Molise a Roma per collaborare al quotidiano Il Messaggero. Passa al quotidiano Il Giornale d'Italia, diventando professionista nel 1966. Approda quindi nel 1974 al quotidiano il Giornale, diretto da Indro Montanelli, che poi segue a Milano per affiancarlo come condirettore del quotidiano tra il 1991 e il 1994.
Di estrazione liberale, militò nella corrente malagodiana del Partito Liberale Italiano. Dopo la rottura tra Montanelli e l'editore del quotidiano, Silvio Berlusconi, segue il maestro nella breve avventura de la Voce (1994-1995).
Aderisce al Partito Democratico della Sinistra e diviene deputato de L'Ulivo nel 1996, eletto in Molise, e componente della I Commissione Affari costituzionali. Non si ricandida nel 2001, ma aderisce alla Margherita.
Nel 2002 è tra i fondatori del quotidiano online Articolo 21, liberi di....
È stato condirettore di Europa, quotidiano del Partito Democratico. Scrisse numerosi libri di attualità e storia politica. Nel 2008 aderì ai Radicali Italiani.
Muore a Roma l'8 agosto 2014 all'età di 85 anni.

## Opere
- Federico Orlando, L'agricoltore, Collezione Il bersaglio n.8, Firenze, Vallecchi, 1960.
- id., Guerra alla povertà. Possiamo ripetere in Italia l'esperimento americano?, Firenze, Centro di ricerca e documentazione Luigi Einaudi/Sansoni, 1966.
- id., Nell'anno della centralità, Firenze, Sansoni, 1973.
- id., Il capitale d'avventura: i centri della cultura in Italia, Firenze, Sansoni, 1975.
- Federico Orlando (a cura di), La cultura della resa, Edizioni dello Scorpione, 1976.
- id., P38. Il Medioevo di una nazione drogata dalle ideologie e nel baratro della crisi, Milano, Editoriale Nuova, 1978.
- id., Siamo in guerra. Dodici documenti per la storia dell'Italia di oggi, Roma, Armando, 1980.
- id., 18 aprile, così ci salvammo, Roma, Edizioni Cinque Lune, 1988.
- id, Ma non fu una legge truffa, Roma, Edizioni Cinque Lune, 1989.
- id., I 45 giorni di Badoglio, prefazione di Indro Montanelli, Collana Storia e Politica.Saggi e ricerche n.13, Roma, Bonacci, 1994, ISBN 978-88-75-73279-0.
- id., Il sabato andavamo ad Arcore. La vera storia, documenti e ragioni, del divorzio tra Berlusconi e Montanelli, Bergamo, Larus, 1995.
- id., Fucilate Montanelli. Dall'assalto al «Giornale» alle elezioni del 13 maggio, Roma, Editori Riuniti, 2001, ISBN 978-88-35-95076-9.
- id., Lo Stato sono io. L'ultimo governo della guerra fredda, Roma, Editori Riuniti, 2002.